# Francisco Nunes Correia
Francisco Carlos da Graça Nunes Correia (ur. 7 kwietnia 1951 w Lizbonie) – portugalski inżynier i nauczyciel akademicki, profesor, w latach 2005–2009 minister ochrony środowiska i planowania przestrzennego.

## Życiorys
Absolwent inżynierii lądowej w Instituto Superior Técnico w ramach Universidade Técnica de Lisboa (1975). Kształcił się następnie w Stanach Zjednoczonych na Colorado State University, gdzie uzyskał magisterium z hydrologii i zarządzania zasobami wodnymi (1978) oraz doktorat z inżynierii lądowej (1984). Został nauczycielem akademickim w macierzystym instytucie, osiągając pełne stanowisko profesorskie. W pracy naukowej zajął się zagadnieniami z zakresu gospodarowania zasobami wodnymi. W 1994 został koordynatorem naukowym instytucji badawczej Laboratório Nacional de Engenharia Civil, w latach 2004–2005 pełnił funkcję prezesa LNEC. W 1994 powołany w skład Conselho Nacional da Água, krajowej rady do spraw zasobów wodnych. Zajmował też w międzyczasie różne stanowiska w administracji rządowej, m.in. dyrektora generalnego do spraw zasobów naturalnych w jednym z resortów (1986–1989) i doradcy ministra ochrony środowiska (1993–1995).
W marcu 2005 objął urząd ministra ochrony środowiska i planowania przestrzennego w rządzie José Sócratesa; sprawował go do października 2009. Powrócił następnie do działalności naukowej.
Odznaczony Orderem Infanta Henryka II klasy (2010).